# Becker Mewis Duct
Die Becker Mewis Duct ist ein hydrodynamisches Energiesparsystem für Schiffspropeller. Es wurde von deutschen Ingenieuren Friedrich Mewis und Dirk Lehmann entwickelt und wird seit 2009 von Becker Marine Systems aus Hamburg vertrieben. Für ihre im selben Jahr zum Patent angemeldete Erfindung wurden Mewis und Lehmann im Jahr 2022 mit dem Deutschen Umweltpreis ausgezeichnet.
Bei der Becker Mewis Duct handelt es sich um eine fest vor dem Schiffspropeller montierte Vorrichtung, die den Strömungsverlauf beeinflusst, indem sie zwei voneinander unabhängig wirkende Komponenten zur Energieeinsparung kombiniert: Zum einen beschleunigt eine ringförmige Vordüse die Anströmgeschwindigkeit des Kielwassers auf den Propeller und generiert außerdem einen Netto-Vorwärtsschub. Zum anderen erzeugen in der Düse angebrachte asymmetrische Strömungsleitflächen einen Drall entgegen der Drehrichtung des Propellers, wodurch Rotationsverluste des Propellers reduziert und Druckimpulse gemindert werden. So sorgt die Vorrichtung bei gleicher Antriebsleistung für mehr Vortrieb bzw. reduziert bei gleicher Geschwindigkeit die benötigte Antriebsleistung. Dadurch verringert sich der Treibstoffverbrauch und damit auch der Ausstoß von Treibhausgasen und andere Emissionen. Die erzielbaren Leistungseinsparungen sind stark von der Propellerschubbelastung abhängig und betragen je nach Interaktion zwischen Schiffskörper und Propeller 3 bis 8 %. Am größten ist die Effizienzsteigerung bei langsamfahrenden Massengutfrachtern und Tankern, für die das System ursprünglich konzipiert wurde. Bei höheren Geschwindigkeiten mindert der durch die angebrachte Vorrichtung höhere Strömungswiderstand die Einspareffekte und kehrt sie ab einer Geschwindigkeit von 20 Knoten ins Gegenteil um. 
Als auch Containerreedereien Interesse an der Becker Mewis Duct bekundeten, entwickelten Mewis und Lehmann in den Jahren 2011–2012 eine weitere Variante speziell für schneller fahrende Containerschiffe. Bei dieser Becker Mewis Duct Twisted genannten Variante ist die eigentliche Düse deutlich kleiner konstruiert, was den Strömungswiderstand verringert. Zudem sind die Strömungsleitflächen nach außen durch die Düse verlängert und in sich verdreht. Da Containerschiffe wesentlich schlankere Hinterschiffe besitzen als Tanker und ihre Propeller zudem bei sehr viel kleineren Schubbelastungen arbeiten, sind die erzielbaren Einsparungen mit 2 bis 4 % deutlich geringer.
Als erstes Schiff wurde im September 2009 die Star Istind, ein Mehrzweckfrachter der norwegischen Reederei Grieg Star, mit der Becker Mewis Duct ausgerüstet. Bis Ende 2021 folgten weltweit über 1400 weitere Schiffe, teils Neubauten, teils Nachrüstungen von in Fahrt befindlichen Schiffen. Da die Becker Mewis Duct ohne bewegliche Teile auskommt, ist sie wartungsfrei und die Investitionskosten amortisieren sich nach Angaben des Herstellers bereits nach einem Jahr.